# Apteroessa
Apteroessa is een geslacht van kevers uit de familie van de loopkevers (Carabidae). De wetenschappelijke naam van het geslacht is voor het eerst geldig gepubliceerd in 1838 door Hope.

## Soorten
Het geslacht Apteroessa is monotypisch en omvat slechts de volgende soort:
- Apteroessa grossa (Fabricius, 1781)